# Miehea indica
Miehea indica là một loài Rêu trong họ Hylocomiaceae. Loài này được (Dixon) Ochyra mô tả khoa học đầu tiên năm 1991.